# Giovanni Targioni Tozzetti
Giovanni Targioni Tozzetti (* 11. September 1712 in Florenz; † 7. Januar 1783 ebendort) war ein italienischer Arzt und Naturforscher, der aus einer berühmten Familie von Wissenschaftlern stammte und eine der führenden Persönlichkeiten der toskanischen Kultur des 18. Jahrhunderts war, die im Mittelpunkt eines europäischen Netzes von beruflichen und akademischen Kontakten stand.

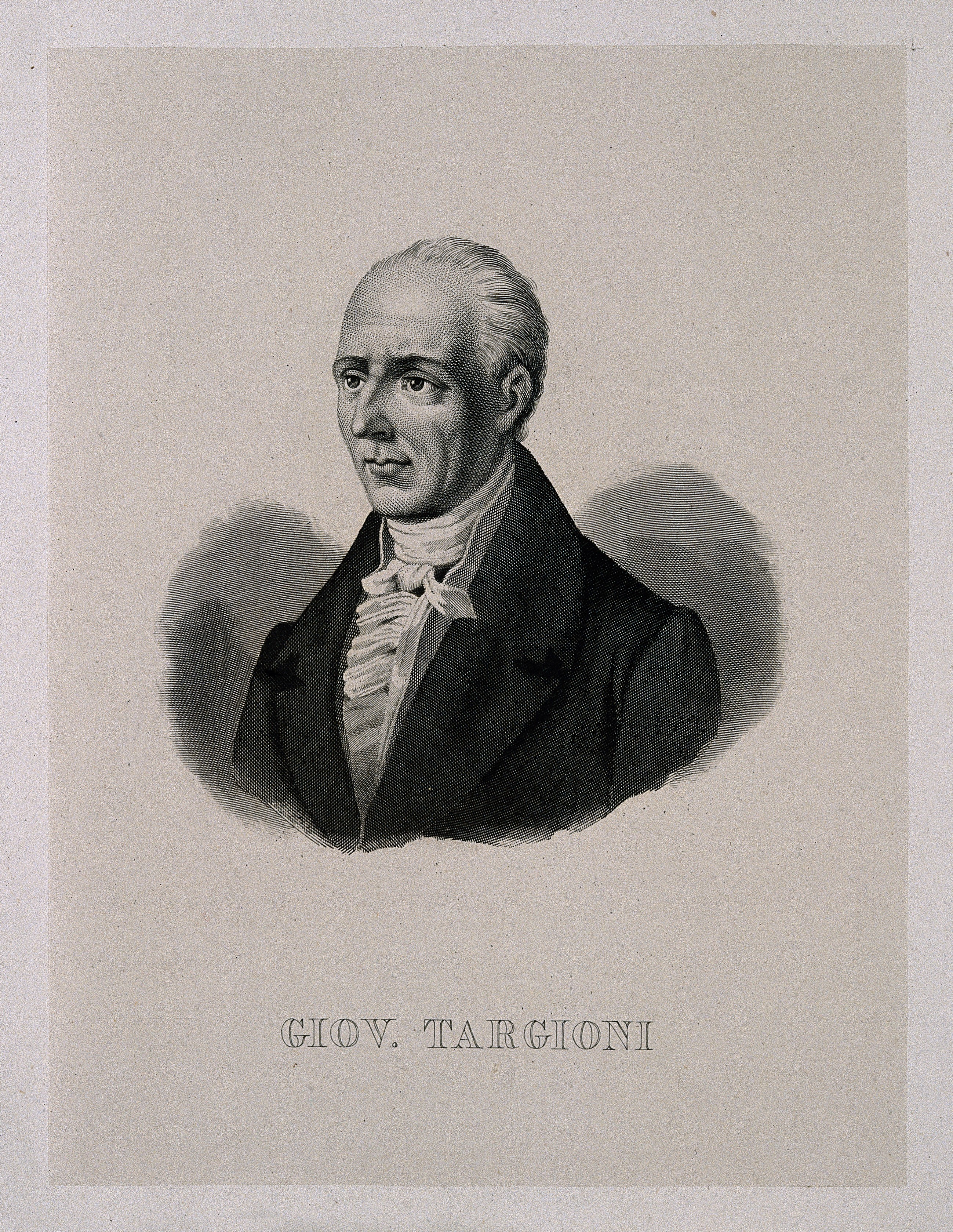
Giovanni Targioni Tozzetti

## Leben

### Herkunft und Studium
Er wurde am 11. September 1712 in Florenz als Sohn des Arztes Benedetto Targioni und Cecilia Tozzetti geboren und folgte der Familientradition, indem er sich schon in jungen Jahren dem Studium der Medizin und der Naturwissenschaften widmete. Er trat 1730 in die Universität von Pisa ein und schloss 1734 sein Studium der Medizin und Philosophie bei Giovanni Lorenzo Stecchi ab. Später widmete er sich dem Studium der Botanik unter der Leitung des großen Florentiner Naturforschers Pier Antonio Micheli. Über seinen Freund und Lehrer, mit dem er mehrere naturkundliche Forschungsreisen in die Toskana unternahm, verfasste er eine ausführliche Biographie, die 1858 erschien. Er war seit 1734 Mitglied der Società botanica fiorentina (Florentiner Botanischen Gesellschaft) und seit 1735 der Società Colombaria und trat am 7. Januar 1737 die Nachfolge des verstorbenen Micheli an, zunächst als Lektor, dann als Professor für Botanik an der Universität Florenz, und übernahm auch das Amt des „Aufsehers“ des Giardino dei Semplici, das er bis 1746 innehatte.

### Aktivitäten in den Jahren der Regentschaft

Titelblatt Relazioni d'alcuni viaggi fatti in diverse parti della Toscana per osservare le produzioni naturali e gli antichi monumenti di essa di Giovanni Targioni Tozzetti (Florenz, 1768–1779)

Als einer der bedeutendsten Gelehrten seiner Zeit nahm der vielseitig interessierte Wissenschaftler aktiv an den Reformen und der Neuorganisation des Staates teil, die in den Jahren 1737–1765 vom kaiserlichen Regentschaftsrat der Toskana eingeleitet wurde. Am 1. März 1739 wurde er zusammen mit Antonio Cocchi zum Präfekten der Biblioteca Magliabechiana ernannt und übte dieses Amt bis 1777 aus, wobei er sich um die Neuordnung zahlreicher veröffentlichter und unveröffentlichter Dokumente bemühte. Außerdem wurde er von der Regierung zum Lektor für die Veröffentlichung von Werken über Physik und Medizin ernannt (4. April 1743, mit Bestätigung der Ernennung am 24. November 1763).
Er wurde 1745 in die Accademia della Crusca und 1749 in die Accademia Etrusca in Cortona gewählt und gehörte am 4. Juni 1753 zu den Gründungsmitgliedern der Accademia dei Georgofili, für die er mehrere Memoiren veröffentlichte und an deren ersten Statuten er mitwirkte.
Ab 1750 war er Arzt am Krankenhaus Santa Maria Nuova in Florenz, wo er unheilbar Kranke und Geisteskranke behandelte, später wurde er zum Hofarzt, Berater des Gesundheitsministers und Dekan der Medizinischen Fakultät der Stadt ernannt. Im Jahr 1756 führte er im Ospedale degli Innocenti als einer der ersten in Italien Pockenimpfungen durch.
Zwischen 1740 und 1742 schrieb er für die Zeitschrift Novelle letterarie, dann für das Giornale dei letterati in Florenz und ab 1754 für das Magazzino italiano d'istruzione e piacere in Livorno. Im Auftrag der Regentschaft und der Accademia dei Georgofili unternahm er eine Reihe von naturkundlichen Reisen, die ihn zwischen 1742 und 1745 durch weite Teile der Toskana führten. Ein bemerkenswertes Ergebnis dieser Arbeit ist das in Zusammenarbeit mit Ferdinando Morozzi verfasste Werk Viaggi fatti in diversi parti della Toscana per osservare le produzioni naturali e gli antichi monumenti di essa (Ausflüge in verschiedene Teile der Toskana, um die Naturschätze und antiken Monumente zu besichtigen), das in zwei verschiedenen Ausgaben veröffentlicht wurde, die erste in sechs Bänden (Florenz, 1751–1754), die zweite in zwölf Bänden (Florenz, 1768–1779) mit einer Widmung an den neuen Großherzog Peter Leopold. In diesem Werk, einer grundlegenden Beschreibung der Toskana sowohl aus historischer als auch aus wissenschaftlicher Sicht, entfaltet Targioni Tozzetti seine Gelehrsamkeit, die sich auf die verschiedensten Wissensgebiete erstreckt, von der Botanik (insbesondere der Pflanzenpathologie) bis zur Medizin, von der Zoologie bis zur Mineralogie, von der Geographie bis zur Geschichte, von der Landwirtschaft bis zur Architektur.
In denselben Jahren widmete er sich auch der Abfassung eines monumentalen Werkes über die Corografie und die physische Topografie der Toskana. Im Jahre 1754 gelang es ihm, nur einen kleinen Teil davon in Form einer Abhandlung mit dem Titel Prodromo della corografia e della topografia fisica della Toscana (Vorläufer der Corografie und physischen Topografie der Toskana) zu veröffentlichen, während der größte Teil des Textes in Form eines Manuskripts mit dem Titel Selva di notizie spettanti all'origine de' progressio e miglioramenti delle scienze fisiche in Toscana, per uso del dottore Ottaviano suo figlio (Nachrichtenwald über den Ursprung des Fortschritts und der Verbesserung der Naturwissenschaften in der Toskana, für den Gebrauch des Arztes Ottaviano, seines Sohnes), heute in der Biblioteca Nazionale Centrale in Florenz aufbewahrt wird.
Im Jahr 1763 erstellte er im Auftrag des Großherzogs zur Neuordnung der naturhistorischen Sammlungen einen umfangreichen Objektkatalog, der als Manuskript erhalten ist und in dem er die Gründung eines wissenschaftlichen Museums vorschlug, die dann 1775 mit der Gründung des Königlichen Museums für Physik und Naturgeschichte durch Großherzog Peter Leopold erfolgte.

Erste Seite des Manuskriptes von Giovanni Targioni Tozzetti Catalogo delle produzioni naturali che si conservano nella Galleria imperiale di Firenze (1763)

### Die letzten Jahre
Mit der Etablierung einer neuen politisch-institutionellen Ordnung durch die Thronbesteigung von Peter Leopold (1765) wurde Targioni Tozzetti zwar teilweise aus dem öffentlichen Leben ausgegrenzt, blieb aber dennoch eine zentrale Figur in der toskanischen Wissenschaftswelt.
In diesen Jahren entstand eine Reihe von Berichten, die im Einklang mit dem großherzoglichen Reformwillen eine Vielzahl von Themen abdeckten, vom Getreideanbau (Sitologia ovvero Raccolta di osservazioni, di esperienze e ragionamenti sopra la natura e qualità dei grani e delle farine per il panificio con l'aggiunta di altri trattati utilissimi agli agricoltori ed ai mercanti (dt. Ernährungswissenschaft oder Sammlung von Beobachtungen, Erfahrungen und Überlegungen zur Natur und Qualität von Getreide und Mehl zum Backen mit der Hinzufügung anderer Abhandlungen, die für Landwirte und Kaufleute sehr nützlich sind), Livorno, 1765) über die Brotherstellung (Breve istruzione circ'ai modi di accrescere il pane col mescuglio d'alcune sostanze vegetabili (dt. Kurze Anleitung zur Verbesserung von Brot durch das Mischen bestimmter pflanzlicher Stoffe), nach 1766) und die Umwelt (Disamina di alcune progetti fatti nel secolo XVI per salvar Firenze dalle inondazioni dell'Arno (dt. Untersuchung einiger Projekte aus dem 16. Jahrhundert zur Rettung von Florenz vor dem Hochwasser des Arno), Florenz, 1767), vom Kampf gegen Epidemien (Relazione delle febbri che si sono provate epidemiche in diverse parti della Toscana l'anno MDCCLXVII (dt. Bericht über die Fieber, die in verschiedenen Teilen der Toskana im Jahr MDCCLXVII epidemisch auftraten), Florenz, 1767) bis zur Wissenschaftsgeschichte (Notizie degli aggrandimenti delle scienze fisiche accaduti in Toscana nel corso di anni LX del secolo XVII (Nachrichten über die Fortschritte in den physikalischen Wissenschaften, die in der Toskana während der 50e-Jahre des 17. Jahrhunderts stattfanden), Florenz, 1780).
Von besonderer Bedeutung war in dieser Zeit die Veröffentlichung von Alimurgia o sia Modo di rendere meno gravi le carestie (dt. Alimurgie oder: Wege zur Linderung des Hungers) (Florenz, 1767), ein Werk, in dem der Wissenschaftler die Ursachen der Hungersnöte untersuchte, die 1763–177 die italienischen Staaten verwüsteten, und in dem er den Getreideschwarzrost als den für die Missernten verantwortlichen Schädling identifizierte und die Verwendung von Weizenersatzprodukten für die menschliche Ernährung befürwortete. Der Physiologe Felice Fontana kritisierte ihn wegen makroskopischer Unzulänglichkeiten bei der Anwendung der experimentell-beobachtenden Methode, worauf Targioni Tozzetti mit der Broschüre Analisi e difesa della celebre opera intitolata Alimurgia (dt. Analyse und Verteidigung des berühmten Werks Alimurgie) (Venedig, 1769) reagierte.
Aus seiner 1747 geschlossenen Ehe mit Maria Brigida Dandini. der Tochter des berühmten Malers Ottaviano, ging eine bedeutende Dynastie von Naturforschern hervor: sein Sohn Ottaviano (1755–1829), Botaniker, sein Enkel Antonio (1785–1856), ebenfalls Botaniker, und sein Urenkel Adolfo (1823–1902), Zoologe.
Er starb am 7. Januar 1783 in Florenz und wurde in der Basilika Santa Croce beigesetzt, wo sein Grabdenkmal, bestehend aus einer Büste und einer langen Inschrift, 1844 von seinem Neffen Antonio und dessen Frau Fanny errichtet wurde.

## Bücher, Nachlässe und wissenschaftliche Sammlungen
Die Dokumente über die Familie Targioni Tozzetti (insbesondere über die bekanntesten Giovanni, Ottaviano, Antonio, Adolfo) sind auf verschiedene Institutionen verteilt.
1904 erwarb das Istituto di Studi Superiori di Firenze von den Erben von Adolfo, dem Urenkel Giovannis, einen großen Teil des Familienbesitzes. Nach einer Reihe von organisatorischen Änderungen wurde die Sammlung Teil der wissenschaftlichen Bibliothek der Universität Florenz, die sich im Gebäude des Polo Scientifico befindet.
In der zoologischen Abteilung „La Specola“ des Naturkundemuseums in Florenz werden 14 Kisten mit Dokumenten der Familien Targioni Tozzetti und Dandini aufbewahrt, die einen Teil desselben Bestandes bilden, der heute in den Räumen des wissenschaftlichen Zentrums der wissenschaftlichen Bibliothek aufbewahrt wird.
Die Biblioteca Nazionale Centrale di Firenze erwarb zwischen 1851 und 1894 einen Teil des Nachlasses von Targioni Tozzetti, darunter auch die Korrespondenz von Giovanni.
Andere Dokumente über die Targioni Tozzetti werden im Museo Galileo in Florenz aufbewahrt.
Schließlich sind die Spuren der Tätigkeit von Giovanni Targioni Tozzetti in den historischen Archiven der Accademia dei Georgofili erhalten, deren Gründungsmitglied er 1753 war.
Die mineralogische und lithologische Abteilung des Naturkundemuseums der Universität Florenz bewahrt stattdessen die mineralogische Sammlung von Giovanni Targioni Tozzetti auf, eine Sammlung von etwa 9.000 Gesteins- und Mineralproben, die zum Teil Pier Antonio Micheli gehörte und zum Teil von seinem Sohn Ottaviano erweitert wurde.
Die botanische Abteilung des Naturkundemuseums beherbergt das sogenannte Herbarium Micheli und Targioni Tozzetti, eine umfangreiche Sammlung getrockneter Pflanzenproben, die ursprünglich von Micheli zusammengetragen und später von Giovanni, Ottaviano und Antonio Targioni Tozzetti erweitert und um eigene Exponate ergänzt wurde.

## Werke
Liste ausgewählter Werke:

### Manuskripte
- Giovanni Targioni Tozzetti: Selva di notizie spettanti all’origine de’ progressi e miglioramenti delle scienze fisiche in Toscana, per uso del dottore Ottaviano suo figlio. (italienisch).
- Giovanni Targioni Tozzetti: Catalogo delle produzioni naturali che si conservano nella Galleria imperiale di Firenze. 1763 (italienisch).
- Giovanni Targioni Tozzetti: Catalogo generale dei manoscritti Magliabechiani. (italienisch, 1768-1775?).

### Monografien

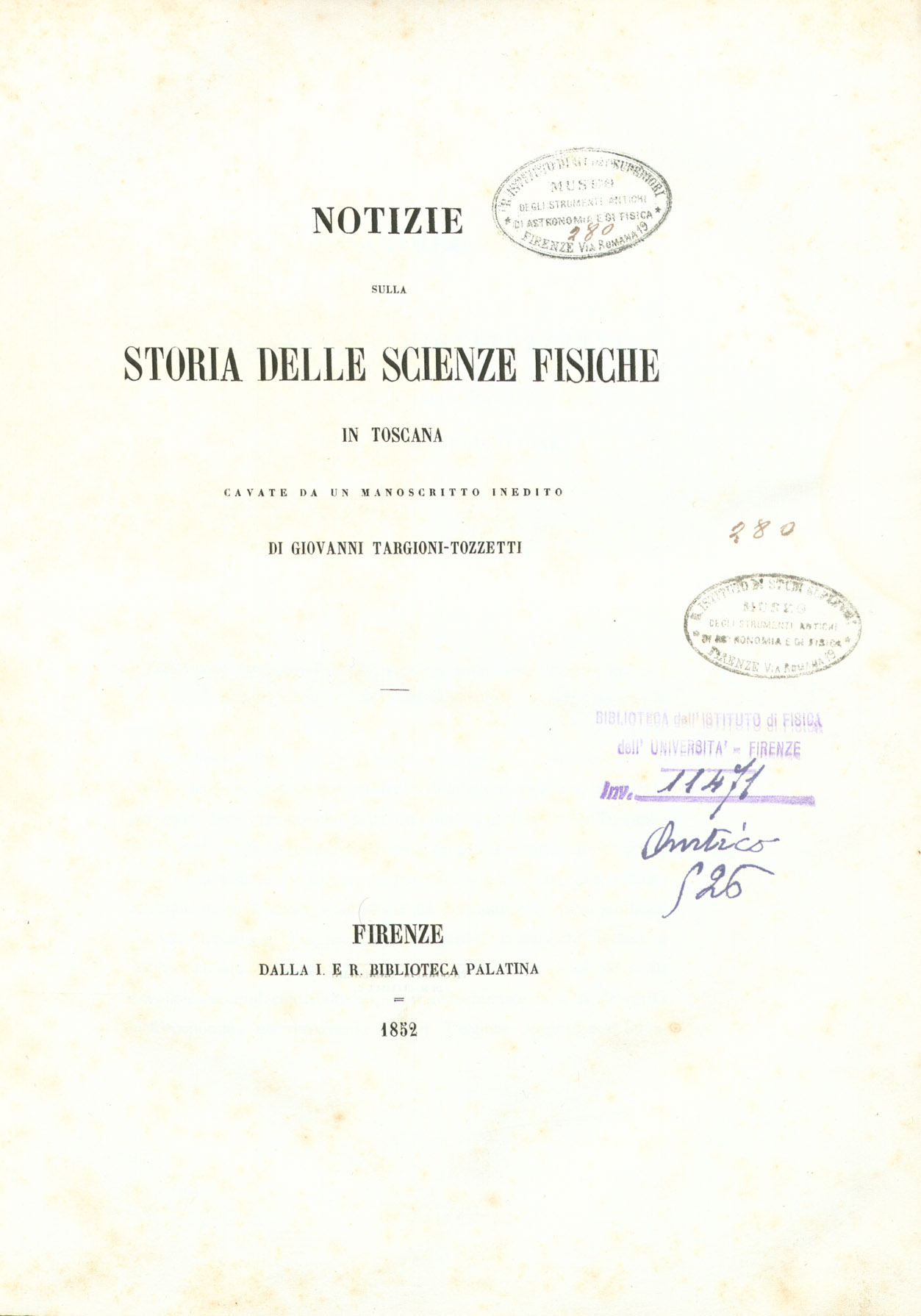
Notizie sulla storia delle scienze fisiche in Toscana, 1852

- Giovanni Targioni Tozzetti: Lettera sopra una numerosissima specie di farfalle vedutasi in Firenze sulla metà di luglio 1741. Giovanni Battista Bruscagli & C., Florenz 1741 (italienisch, beic.it).
- Giovanni Targioni Tozzetti: Prodromo della corografia e della topografia fisica della Toscana. Stamperia imperiale, Florenz 1754 (italienisch, archive.org [abgerufen am 16. Dezember 2021]).
- Giovanni Targioni Tozzetti: Viaggi fatti in diverse parti della Toscana per osservare le produzioni naturali e gli antichi monumenti di essa. Stamperia imperiale, Florenz 1754 (italienisch).
- Giovanni Targioni Tozzetti: Relazioni d'innesti di vaiuolo fatti in Firenze nell'autunno dell'anno 1756. appresso Andrea Bonducci, Florenz 1757 (italienisch, archive.org [abgerufen am 16. Dezember 2021]).
- Giovanni Targioni Tozzetti: Ragionamenti sull'agricoltura toscana. Iacopo Giusti, Lucca 1759 (italienisch, beic.it).
- Giovanni Targioni Tozzetti: Sitologia ovvero Raccolta di osservazioni, di esperienze e ragionamenti sopra la natura e qualità dei grani e delle farine per il panificio con l'aggiunta di altri trattati utilissimi agli agricoltori ed ai mercanti. per Marco Coltellini all'insegna della Verità, Livorno 1765 (italienisch).
- Giovanni Targioni Tozzetti: Breve istruzione circ’ai modi di accrescere il pane col mescuglio d’alcune sostanze vegetabili. 1766 (italienisch).
- Giovanni Targioni Tozzetti: Disamina di alcuni progetti fatti nel secolo XVI per salvar Firenze dalle inondazioni dell’Arno. Stamperia Cambiagi, Florenz 1767 (italienisch, unifi.it [PDF; abgerufen am 14. April 2025]).
- Giovanni Targioni Tozzetti: Relazione delle febbri che si sono provate epidemiche in diverse parti della Toscana l’anno MDCCLXVII. nella stampería di S.A.R. per Gaetano Cambiagi, Florenz 1767 (italienisch).
- Giovanni Targioni Tozzetti: Alimurgia o sia Modo di render meno gravi le carestie. Moücke : a spese di Giuseppe Bouchard libraio in Mercato nuovo, Firenze 1767 (italienisch, eingeschränkte Vorschau in der Google-Buchsuche).
- Giovanni Targioni Tozzetti: Raccolta di teorie osservazioni e regole per ben distinguere, e prontamente dissipare le asfissie o morti apparenti dette anche morti repentine... Gaetano Cambiagi, Florenz 1773.
- Giovanni Targioni Tozzetti: Viaggi fatti in diverse parti della Toscana per osservare le produzioni naturali e gli antichi monumenti di essa. Stamperia granducale : per Gaetano Cambiagi, Florenz 1779 (mpg.de).
- Giovanni Targioni Tozzetti: Notizie degli aggrandimenti delle scienze fisiche accaduti in Toscana nel corso di anni LX del secolo XVII. Giuseppe Bouchard libraio in Mercato Nuovo, Florenz 1780.
- Notizie sulla storia delle scienze fisiche in Toscana. Biblioteca Palatina, Florenz 1852 (italienisch, beic.it).
- Giovanni Targioni Tozzetti: Notizie della vita e delle opere di Pier Antonio Micheli. Le Monnier, Florenz 1858 (eingeschränkte Vorschau in der Google-Buchsuche).